# Titolo mondiale dei minimosca WBO
Il Titolo mondiale di pugilato categoria minimosca viene assegnato dalla WBO dal 1989, cioè da un anno dopo la fondazione della federazione stessa. Il limite di peso è di 108 libbre.
Ecco di seguito la lista dei pugili che hanno potuto fregiarsi di questa cintura:
| Inizio del regno | Fine del regno   | Campione                   |  |
| ---------------- | ---------------- | -------------------------- |  |
|                  |                  |                            |  |
| 19 maggio 1989   | 31 luglio 1992   | Jose De Jesus              |  |
| 31 luglio 1992   | 15 luglio 1994   | Josue Camacho              |  |
| 15 luglio 1994   | 15 luglio 1994   | Michael Carbajal           |  |
| 23 novembre 1994 | 18 novembre 1995 | Paul Weir                  |  |
| 18 novembre 1995 | 8 febbraio 1997  | Jake Matlala               |  |
| 31 maggio 1997   | 25 agosto 1997   | Jesus Chong                |  |
| 25 agosto 1997   | 17 gennaio 1998  | Melchor Cob Castro         |  |
| 17 gennaio 1998  | 5 dicembre 1998  | Juan Domingo Cordoba       |  |
| 5 dicembre 1998  | 31 luglio 1999   | Jorge Arce                 |  |
| 31 luglio 1999   | 31 luglio 1999   | Michael Carbajal           |  |
| 19 febbraio 2000 | 19 febbraio 2000 | Masibulele Makepula        |  |
| 22 luglio 2000   | 22 luglio 2000   | Will Grigsby Sudafrica     |  |
| 14 aprile 2001   | 30 aprile 2005   | Nelson Dieppa Cuba         |  |
| 30 aprile 2005   | 25 agosto 2007   | Hugo Fidel Cazares Messico |  |
| 25 agosto 2007   | attuale          | Iván Calderón Cuba         |  |